# Sam Alvey
Samuel Alvey, detto Sam (Waterford, 6 maggio 1986), è un artista marziale misto statunitense.
Combatte nella divisione dei pesi medi per l'organizzazione statunitense UFC. È stato fra i vincitori del reality show The Ultimate Fighter: Team Carwin vs. Team Nelson nel 2012. In passato ha militato anche nelle promozioni Bellator e MFC.
Vincitore dell'episodio 3, stagione 4, del reality Steve Austin - Sfida implacabile (Steve Austin's broken skull challenge).

## Caratteristiche tecniche
Con un discreto background nel pugilato, Alvey è un lottatore che predilige il combattimento in piedi. Si è tuttavia dimostrato abile anche nelle fasi di lotta a terra, grazie a buone abilità nella lotta libera.

## Carriera nelle arti marziali miste

### Ultimate Fighting Championship
Il 28 gennaio 2017 sfida il veterano Nate Marquardt all'evento UFC on Fox 23, trionfando via decisione unanime dopo un match combattuto.

## Risultati nelle arti marziali miste
| Risultato  | Record      | Avversario               | Metodo                                | Evento                                                              | Data              | Round | Tempo | Città                            | Note                                           |
| ---------- | ----------- | ------------------------ | ------------------------------------- | ------------------------------------------------------------------- | ----------------- | ----- | ----- | -------------------------------- | ---------------------------------------------- |
| Sconfitta  | 33-17-1 (1) | Brendan Allen            | Sottomissione (rear-naked choke)      | UFC Fight Night: Hermansson vs. Strickland                          | 5 febbraio 2022   | 2     | 2:10  | Las Vegas, Stati Uniti           | Incontro pesi mediomassimi                     |
| Sconfitta  | 33-16-1 (1) | Wellington Turman        | Decisione (non unanime)               | UFC on ESPN: Barboza vs. Chikadze                                   | 28 agosto 2021    | 3     | 5:00  | Las Vegas, Stati Uniti           |                                                |
| Sconfitta  | 33-15-1 (1) | Julian Marquez           | Sottomissione tecnica (bulldog choke) | UFC on ABC: Vettori vs. Holland                                     | 10 aprile 2021    | 2     | 2:07  | Las Vegas, Stati Uniti           | Ritorno nei pesi medi. Fight of the Night      |
| Pareggio   | 33-14-1 (1) | Da Un Jung               | Pareggio (non unanime)                | UFC 254: Khabib vs. Gaethje                                         | 24 ottobre 2020   | 3     | 5:00  | Abu Dhabi, Emirati Arabi         |                                                |
| Sconfitta  | 33-14 (1)   | Ryan Spann               | Decisione (non unanime)               | UFC 249: Ferguson vs. Gaethje                                       | 9 maggio 2020     | 3     | 5:00  | Jacksonville, Stati Uniti        |                                                |
| Sconfitta  | 33-13 (1)   | Klidson Abreu            | Decisione (unanime)                   | UFC on ESPN: dos Anjos vs. Edwards                                  | 20 luglio 2019    | 3     | 5:00  | San Antonio, Stati Uniti         |                                                |
| Sconfitta  | 33-12 (1)   | Jimmy Crute              | KO tecnico (pugni)                    | UFC 234: Adesanya vs. Silva                                         | 10 febbraio 2019  | 1     | 2:49  | Melbourne, Australia             |                                                |
| Sconfitta  | 33-11 (1)   | Antônio Rogério Nogueira | KO tecnico (pugni)                    | UFC Fight Night: Santos vs. Anders                                  | 22 settembre 2018 | 2     | 1:00  | São Paulo, Brasile               |                                                |
| Vittoria   | 33-10 (1)   | Gian Villante            | Decisione (non unanime)               | UFC Fight Night: Rivera vs. Moraes                                  | 1 giugno 2018     | 3     | 5:00  | Utica, Stati Uniti               |                                                |
| Vittoria   | 32-10 (1)   | Marcin Prachnio          | KO (pugno)                            | UFC on Fox: Emmett vs. Stephens                                     | 24 febbraio 2018  | 1     | 4:23  | Orlando, Stati Uniti             | Debutto nei pesi mediomassimi                  |
| Sconfitta  | 31-10 (1)   | Ramazan Emeev            | Decisione (unanime)                   | UFC Fight Night: Cerrone vs. Till                                   | 21 ottobre 2017   | 3     | 5:00  | Danzica, Polonia                 | Incontro catchweight (189 lbs)                 |
| Vittoria   | 31-9 (1)    | Rashad Evans             | Decisione (non unanime)               | UFC Fight Night: Pettis vs. Moreno                                  | 5 agosto 2017     | 3     | 5:00  | Città del Messico, Messico       |                                                |
| Sconfitta  | 30-9 (1)    | Thales Leites            | Decisione (unanime)                   | UFC Fight Night: Cerrone vs. Till                                   | 22 aprile 2017    | 3     | 5:00  | Nashville, Stati Uniti           |                                                |
| Vittoria   | 30-8 (1)    | Nate Marquardt           | Decisione (unanime)                   | UFC Fight Night: Swanson vs. Lobov                                  | 28 gennaio 2017   | 3     | 5:00  | Denver, Stati Uniti              |                                                |
| Vittoria   | 29-8 (1)    | Alex Nicholson           | Decisione (unanime)                   | The Ultimate Fighter Latin America 3 Finale: dos Anjos vs. Ferguson | 5 novembre 2016   | 3     | 5:00  | Città del Messico, Messico       |                                                |
| Vittoria   | 28-8 (1)    | Kevin Casey              | TKO (pugni)                           | UFC on Fox: Maia vs. Condit                                         | 27 agosto 2016    | 2     | 4:56  | Vancouver, Canada                |                                                |
| Vittoria   | 27-8 (1)    | Eric Spicely             | Sottomissione (guillotine choke)      | UFC Fight Night: McDonald vs. Lineker                               | 13 luglio 2016    | 1     | 2:43  | Sioux Falls, Stati Uniti         |                                                |
| Sconfitta  | 26-8 (1)    | Elias Theodorou          | Decisione (unanime)                   | UFC Fight Night: MacDonald vs. Thompson                             | 18 giugno 2016    | 3     | 5:00  | Ottawa, Canada                   |                                                |
| Sconfitta  | 26-7 (1)    | Derek Brunson            | TKO (pugni)                           | UFC Fight Night: Teixeira vs. Saint Preux                           | 8 agosto 2015     | 1     | 2:19  | Nashville, Stati Uniti           |                                                |
| Vittoria   | 26-6 (1)    | Dan Kelly                | TKO (pugni)                           | UFC Fight Night: Miocic vs. Hunt                                    | 10 maggio 2015    | 1     | 0:49  | Adelaide, Australia              |                                                |
| Vittoria   | 25-6 (1)    | Cézar Ferreira           | KO (pugni)                            | UFC Fight Night: Bigfoot vs. Mir                                    | 22 febbraio 2015  | 1     | 3:34  | Porto Alegre, Brasile            | Performance of the Night                       |
| Vittoria   | 24-6 (1)    | Dylan Andrews            | KO (pugni)                            | UFC Fight Night: Rockhold vs. Bisping                               | 8 novembre 2014   | 1     | 2:16  | Sydney, Australia                |                                                |
| Sconfitta  | 23-6 (1)    | Tom Watson               | Decisione (unanime)                   | UFC Fight Night: Bader vs. Saint Preux                              | 16 agosto 2014    | 3     | 5:00  | Bangor, Stati Uniti              | Debutto in UFC                                 |
| Vittoria   | 23-4 (1)    | Gerald Meerschaert       | Decisione (unanime)                   | NAFC: Mega Brawl                                                    | 31 maggio 2014    | 3     | 5:00  | Milwaukee, Stati Uniti           |                                                |
| Vittoria   | 22-5 (1)    | Wes Swofford             | KO (pugni)                            | MFC 40                                                              | 9 maggio 2014     | 4     | 1:02  | Edmonton, Canada                 | Difende il titolo pesi medi MFC                |
| Vittoria   | 21-5 (1)    | Jason South              | TKO (pugni)                           | MFC 38                                                              | 4 ottobre 2013    | 5     | 4:56  | Edmonton, Canada                 | Vince il titolo pesi medi MFC                  |
| Vittoria   | 20-5 (1)    | Jay Silva                | TKO (pugni)                           | MFC 37                                                              | 10 maggio 2013    | 3     | 1:05  | Edmonton, Canada                 | Incontro catchweight (186.6 lbs)               |
| Sconfitta  | 19-5 (1)    | Elvis Mutapcic           | Decisione (unanime)                   | MFC 36                                                              | 15 febbraio 2013  | 5     | 5:00  | Edmonton, Canada                 | Per il titolo pesi medi MFC                    |
| Vittoria   | 19-4 (1)    | Lucas Lopes              | TKO (pugni)                           | ShoFight 20                                                         | 16 giugno 2012    | 1     | 1:39  | Springfield, Stati Uniti         |                                                |
| Vittoria   | 18-4 (1)    | Daniel Almeida           | TKO (infortunio al ginocchio)         | Wreck MMA: Road to Glory                                            | 20 aprile 2012    | 1     | 1:41  | Gatineau, Canada                 | Incontro catchweight (190 lbs)                 |
| Sconfitta  | 17-4 (1)    | Brandon Ropati           | Decisione (maggioritaria)             | ICNZ 16                                                             | 3 marzo 2012      | 3     | 5:00  | Auckland, Nuova Zelanda          |                                                |
| Vittoria   | 17-3 (1)    | Eddie Larrea             | TKO (pugni)                           | Madtown Throwdown 26                                                | 7 gennaio 2012    | 1     | 4:39  | Madison, Stati Uniti             |                                                |
| Vittoria   | 16-3 (1)    | Augusto Montaño          | Decisione (unanime)                   | Chihuahua Extremo                                                   | 5 novembre 2011   | 3     | 5:00  | Chihuahua, Messico               |                                                |
| Sconfitta  | 15-3 (1)    | Vitor Vianna             | Decisione (non unanime)               | Bellator 50                                                         | 17 settembre 2011 | 3     | 5:00  | Hollywood, Stati Uniti           | Quarto di finale pesi medi Bellator stagione 5 |
| Vittoria   | 15-2 (1)    | Karl Amoussou            | Decisione (non unanime)               | Bellator 45                                                         | 21 maggio 2011    | 3     | 5:00  | Lake Charles, Stati Uniti        |                                                |
| Vittoria   | 14-2 (1)    | Jason Guida              | Decisione (non unanime)               | NAFC: Bad Blood                                                     | 24 novembre 2010  | 3     | 5:00  | Milwaukee, Stati Uniti           |                                                |
| Vittoria   | 13-2 (1)    | Luke Taylor              | Decisione (unanime)                   | Caribbean Ultimate Fist Fighting 1                                  | 23 ottobre 2010   | 3     | 5:00  | Port of Spain, Trinidad & Tobago |                                                |
| Vittoria   | 12-2 (1)    | William Hill             | KO (pugno)                            | KOTC: High Profile                                                  | 9 ottobre 2010    | 2     | 2:22  | Lac du Flambeau, Stati Uniti     |                                                |
| Sconfitta  | 11-2 (1)    | Gerald Meerschaert       | Sottomissione (guillotine choke)      | Combat USA: Championship Tournament Finals                          | 11 settembre 2010 | 5     | 4:08  | Green Bay, Stati Uniti           |                                                |
| No Contest | 11-1 (1)    | Paul Bradley             | No Contest                            | KOTC: Chain Reaction                                                | 17 luglio 2010    | 0     | 0:00  | Lac du Flambeau, Stati Uniti     | Incontro interrotto a causa della pioggia      |
| Vittoria   | 11-1        | Pat O'Malley             | KO (pugni)                            | Combat USA 21                                                       | 18 giugno 2010    | 1     | 2:49  | Green Bay, Stati Uniti           |                                                |
| Vittoria   | 10-1        | Brad Resop               | Sottomissione (rear-naked choke)      | Combat USA 17                                                       | 22 febbraio 2010  | 1     | 2:49  | Green Bay, Stati Uniti           |                                                |
| Vittoria   | 9-1         | Eric Hammerich           | TKO (pugni)                           | Madtown Throwdown 22                                                | 9 gennaio 2010    | 1     | 4:05  | Madison, Stati Uniti             |                                                |
| Vittoria   | 8-1         | Demian Decorah           | Decisione (unanime)                   | Racine Fight Night 5                                                | 28 novembre 2009  | 5     | 5:00  | Racine, Stati Uniti              |                                                |
| Vittoria   | 7-1         | Mark Honneger            | TKO (stop medico)                     | Madtown Throwdown 20                                                | 1 agosto 2009     | 4     | 5:00  | Madison, Stati Uniti             |                                                |
| Vittoria   | 6-1         | Ron Carter               | Decisione (unanime)                   | KOTC: Connection                                                    | 18 luglio 2009    | 3     | 3:00  | Lac du Flambeau, Stati Uniti     |                                                |
| Vittoria   | 5-1         | Tre Mittnecht            | TKO (pugni)                           | Wisconsin Cage Fighting 1: Battle at the Bleachers                  | 20 giugno 2009    | 1     | 1:41  | Wind Lake, Stati Uniti           |                                                |
| Sconfitta  | 4-1         | Caleb Nelson             | Decisione (unanime)                   | First Strike                                                        | 2 maggio 2009     | 3     | 3:00  | Manitowoc, Stati Uniti           |                                                |
| Vittoria   | 4-0         | Jason Sink               | TKO (pugni)                           | KOTC: Insanity                                                      | 4 aprile 2009     | 1     | 1:10  | Lac du Flambeau, Stati Uniti     |                                                |
| Vittoria   | 3-0         | Justin Lemke             | TKO (pugni)                           | Racine Fight Night 2                                                | 28 febbraio 2009  | 2     | 2:31  | Racine, Stati Uniti              |                                                |
| Vittoria   | 2-0         | Lukas Bowar              | TKO (pugni)                           | Racine Fight Night 1                                                | 29 novembre 2008  | 1     | N/A   | Racine, Stati Uniti              |                                                |
| Vittoria   | 1-0         | Shane Malchiodi          | Sottomissione (Kimura)                | KOTC: Rock Solid                                                    | 19 luglio 2008    | 2     | 1:19  | Lac du Flambeau, Stati Uniti     |                                                |